# Copa SheBelieves 2018
La Copa SheBelieves 2018 fue la tercera edición de la Copa SheBelieves, un torneo femenino de fútbol celebrado en los Estados Unidos y al que se accede por invitación. Se llevó a cabo entre el 1 y 7 de marzo de 2018.

## Equipos
| Equipo         | FIFA Rankings (diciembre de 2017) |
| -------------- | --------------------------------- |
| Estados Unidos | 1                                 |
| Alemania       | 2                                 |
| Inglaterra     | 3                                 |
| Francia        | 6                                 |

## Formato
Los cuatro equipos invitados jugarán un todos contra todos.
Los puntos obtenidos en la fase de grupos seguirán la fórmula estándar de tres puntos para una victoria, un punto para un empate y cero puntos para una derrota.

## Resultados
El calendario fue anunciado en diciembre de 2017.
| Pos. | Equipo                | Pts. | PJ | G | E | P | GF | GC | Dif. |
| ---- | --------------------- | ---- | -- | - | - | - | -- | -- | ---- |
| 1    | Estados Unidos (H, C) | 7    | 3  | 2 | 1 | 0 | 3  | 1  | +2   |
| 2    | Inglaterra            | 4    | 3  | 1 | 1 | 1 | 6  | 4  | +2   |
| 3    | Francia               | 4    | 3  | 1 | 1 | 1 | 5  | 5  | 0    |
| 4    | Alemania              | 1    | 3  | 0 | 1 | 2 | 2  | 6  | −4   |

 Fuente: US Soccer
| 1 de marzo de 2018 | Inglaterra                                     | 4–1     | Francia    | Mapfre Stadium, Columbus, Ohio |                          |
|                    | Duggan 7' · Scott 28' · Taylor 39' · Kirby 46' | Reporte | Thiney 77' | Árbitra: Christina Unkel       | Árbitra: Christina Unkel |

| 1 de marzo de 2018 | Estados Unidos | 1–0     | Alemania | Mapfre Stadium, Columbus, Ohio |                         |
|                    | Rapinoe 17'    | Reporte |          | Árbitra: Melissa Borjas        | Árbitra: Melissa Borjas |

| 4 de marzo de 2018 | Estados Unidos | 1–1     | Francia       | Red Bull Arena, Harrison, Nueva Jersey |                         |
|                    | Pugh 35'       | Reporte | Le Sommer 38' | Árbitra: Lucila Venegas                | Árbitra: Lucila Venegas |

| 4 de marzo de 2018 | Alemania                        | 2–2     | Inglaterra     | Red Bull Arena, Harrison, Nueva Jersey |                    |
|                    | Kayikçi 17' · Bright 51' (a.g.) | Reporte | White 18', 73' | Árbitra: Karen Abt                     | Árbitra: Karen Abt |

| 7 de marzo de 2018 | Alemania | 0–3     | Francia                                | Orlando City Stadium, Orlando, Florida |                          |
|                    |          | Reporte | Henry 10' · Le Sommer 55' · Gauvin 68' | Árbitra: Christina Unkel               | Árbitra: Christina Unkel |

| 7 de marzo de 2018 | Estados Unidos      | 1–0     | Inglaterra | Orlando City Stadium, Orlando, Florida |                             |
|                    | Bardsley 58' (a.g.) | Reporte |            | Árbitra: Carol-Anne Chenard            | Árbitra: Carol-Anne Chenard |

|                                   |
| Bandera de Estados Unidos         |
| Campeón Estados Unidos 2.º título |

## Goleadoras
2 goles
- Ellen White
- Eugénie Le Sommer

1 gol
- Toni Duggan
- Fran Kirby
- Jill Scott
- Jodie Taylor
- Valérie Gauvin
- Amandine Henry
- Gaëtane Thiney
- Hasret Kayikçi
- Megan Rapinoe
- Mallory Pugh

Autogol
- Millie Bright
- Karen Bardsley